# Manija
Manije je emocionalno stanje intenzivnog, ali neutemeljenog zanosa, što se očituje pretjeranom aktivnošću, razgovorljivošću, bijegom ideja, distraktibilnošću, nepraktičnim grandioznim planovima, te nesvrhovitim aktivnostima. Manija se obično pojavljuje iznenadno i razvija tijekom razdoblja od jednog do dva dana. Neliječene epizode mogu potrajati od nekoliko dana do nekoliko tjedana.